# Petrovsko-Razumovskaja
Petrovsko-Razumovskaja (in russo Петровско-Разумовская?) è una stazione della Metropolitana di Mosca, interscambio tra la Linea Serpuchovsko-Timirjazevskaja e la Linea Ljublinsko-Dmitrovskaja. Fu inaugurata il 7 marzo 1991 come tratto di un'estensione verso nord della linea.
Petrovsko-Razumovskaja presenta uscite sull'autostrada Dmitrovskoye e sulla banchina Petrovsko-Razumovskoye della stazione ferroviaria Leningradskij. Tale stazione prevede l'interscambio con i treni pendolari che servono le destinazioni a nord di Mosca. Il carico giornaliero di passeggeri è di circa 80.000.
Dal 2016, con l'estensione della linea Linea Ljublinsko-Dmitrovskaja, verso nord è stato creato un interscambio con questa linea.